# Com matar el teu cap
Com matar el teu cap (original: Horrible Bosses) és una pel·lícula dirigida per Seth Gordon i protagonitzada per Jason Bateman, Charlie Day, Jason Sudeikis, Kevin Spacey, Jennifer Aniston, Colin Farrell i Jamie Foxx. L'argument de la pel·lícula tracta d'un trio d'amics que ha passat moltes penúries i que s'uneixen per assassinar els seus autoritaris caps amb uns resultats desastrosos.
Ha estat doblada i subtitulada al català.
El 2014 se'n va fer una seqüela, Com matar el teu cap 2.

## Argument
Nick (Jason Bateman) treballa massa per aconseguir un ascens i el seu cap (Kevin Spacey) l'hi denega, Dale (Charlie Day) treballa en una clínica dental i és assetjat sexualment per la seva cap (Jennifer Aniston) i Kurt (Jason Sudeikis) ha d'aguantar les estupideses del seu nou cap (Colin Farrell). Després d'una nit de borratxera, els tres amics decideixen matar als seus caps, sense saber fins a quin punt es complicarà la situació...

## Repartiment
- Jason Bateman: Nick Hendricks.
- Charlie Day: Dale Arbus.
- Jason Sudeikis: Kurt Buckman.
- Kevin Spacey: Dave Harken.
- Jennifer Aniston: Julia Harris.
- Colin Farrell: Bobby Pellitt
- Jamie Foxx: Dean "Motherfucker" Jones.[4][5]
- Donald Sutherland: Jack Pellit.
- Julie Bowen: Rhonda Harken.

## Producció
New Line Cinema va començar la producció de la pel·lícula el 2005 quan van ordenar el guió de Michael Markowitz. Els directors Frank Oz i David Dobkin també eren considerats per dirigir-la.

### Càsting
Durant la pre-producció, un nombre d'actors incloent Owen Wilson, Vince Vaughn, i Ashton Kutcher van estar vinculats per als papers en la pel·lícula. Al maig de 2010, Jennifer Aniston estava en converses per al paper d'una "dentista sexualment agressiva" mentre que Colin Farrell seria un "plançó mostela." El juny de 2010, Kevin Spacey es va unir al projecte com el cap de Jason Bateman, New Line estava en converses amb altres actors incloent Tom Cruise, Philip Seymour Hoffman i Jeff Bridges per al paper. Jamie Foxx interpretarà un estafador.
El 27 de juliol de 2010, Isaiah Mustafa va confirmar estar en l'elenc. Mustafa va ser citat dient, "És un paper menor".

### Filmació
Alguns dels llocs de filmació van tenir lloc a Los Angeles.
Fotografies del set van sortir a Internet al juliol de 2010.